# Ылгын
Ылгы́н (тур. Ilgın) — город и район в Турции, провинция Конья.
Город Ылгын расположен в южной части Анатолии, в горах Тавра, на высоте 1030 метров над уровнем моря, в 70 километрах к северо-западу от города Конья; он является административным центром одноимённого района, входящего в провинцию Конья. Численность населения города равна 53,489 (2022). Площадь района —  1,636 km2. Плотность населения — 45 чел./км².
В городе Ылгын родился выдающийся турецкий композитор, писатель и кинорежиссёр Зюльфю Ливанели.

## Этимология
Название Ылгын происходит от прежнего византийского названия города Лагейна.